# Bartha Ignác
Bartha Ignác (Craiova, 1896. június 18. – Kolozsvár, 1970. október 12.) magyar jogász, jogi szakíró.

## Életútja
Tanulmányait Craiován, Kézdivásárhelyen, majd a kolozsvári egyetem jogi karán és a kereskedelmi akadémián végezte. Az ESZME-egyesület elnöke (1933-38); 1939-ben a Magyar Népközösség országgyűlési képviselője. Jogi szakcikkeit és törvénymagyarázatait az Újság, Ellenzék, Keleti Újság, Ardealul Juridic, Magyar Jogi Szemle közölte. Megindítója és első főszerkesztője a Háztulajdonosok Lapja című közlönynek (1933). Önálló kiadásban jelentette meg 1924-től kezdve az összes lakbérleti törvényeket magyar fordításban, az 1881. évi végrehajtási törvény román fordítását (1926), a mezőgazdasági adósságokról szóló törvényt (1935), valamennyit magyarázatokkal kísérve. Cikksorozatot írt erkölcsellenes bűncselekményekről a kolozsvári Ardealul Juridic jogi szaklapba. Infracțiunile contra bunelor moravuri címen önálló kötete jelent meg. (Kolozsvár, 1938).